# Jugoslavien i olympiska vinterspelen 1988
Jugoslavien deltog med 22 deltagare vid de olympiska vinterspelen 1988 i Calgary. Totalt vann de två silvermedaljer och en bronsmedalj.

## Medaljer

### Silver
- Mateja Svet - Alpin skidåkning, slalom.
- Primož Ulaga, Matjaž Zupan, Matjaž Debelak och Miran Tepeš - Backhoppning, lagtävling.

### Brons
- Matjaž Debelak - Backhoppning, stora backen.